# ステファン・オテルマ彗星
ステファン・オテルマ彗星（38P/Stephan-Oterma）は、1867年1月22日にマルセイユ天文台でジェローム・E・コッジャが発見した周期彗星である。
コッジャは発見当初はこの彗星を系外銀河と思っていた。天気が回復した1月24日から25日にかけて、マルセイユのエドゥアール・ステファンが彗星だと気づいたため、この彗星にはコッジャではなくステファンの名が付けられることとなった。その後、1942年11月6日にトゥルクでリイシ・オテルマが再発見した。なお、ハーバード大学天文台のフレッド・ホイップルはオテルマの発見公表後に、前日の11月5日に撮影していたパトロール写真にこの彗星が写っているのを発見した。
1980年の回帰ではかに星雲に接近し、スケッチや写真が残されている。前回は2018年11月に近日点を通過し、同年12月23日に9.0等級にまで増光した。

## 軌道
火星の軌道に近い近日点と天王星の軌道に近い遠日点を持つ。1982年から2067年の間は、小惑星のケンタウルス族のように振る舞い、木星、土星、天王星の巨大惑星の近傍を通過する。コマを持たず、木星以上の近日点（5天文単位以遠）を持てば、ケンタウルス族と呼ばれていたはずである。
木下一男の計算では、2056年の回帰の後、上記の巨大惑星の摂動を受けて遠日点が少し伸び、公転周期が38年から39年へ変化する。